# Shenzhen Baoneng Motor

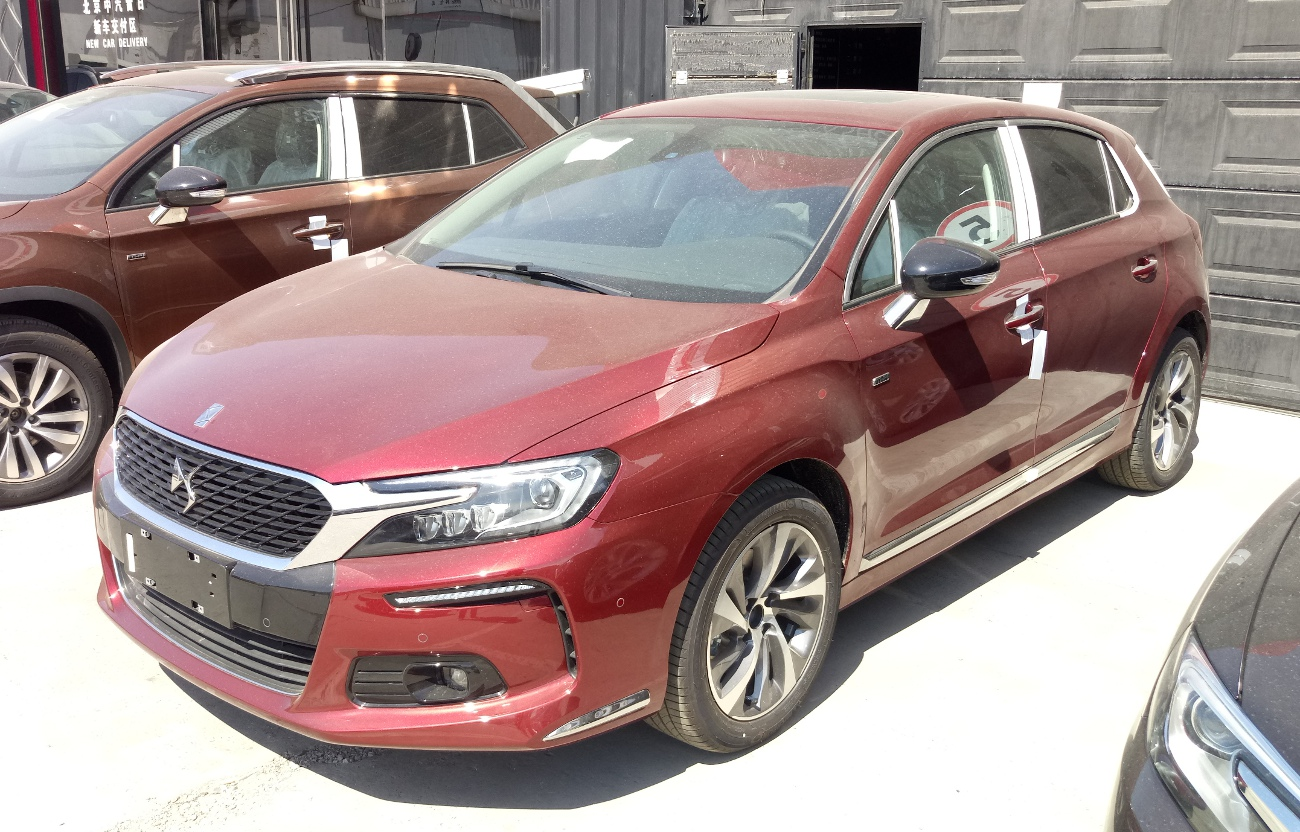
DS 4S

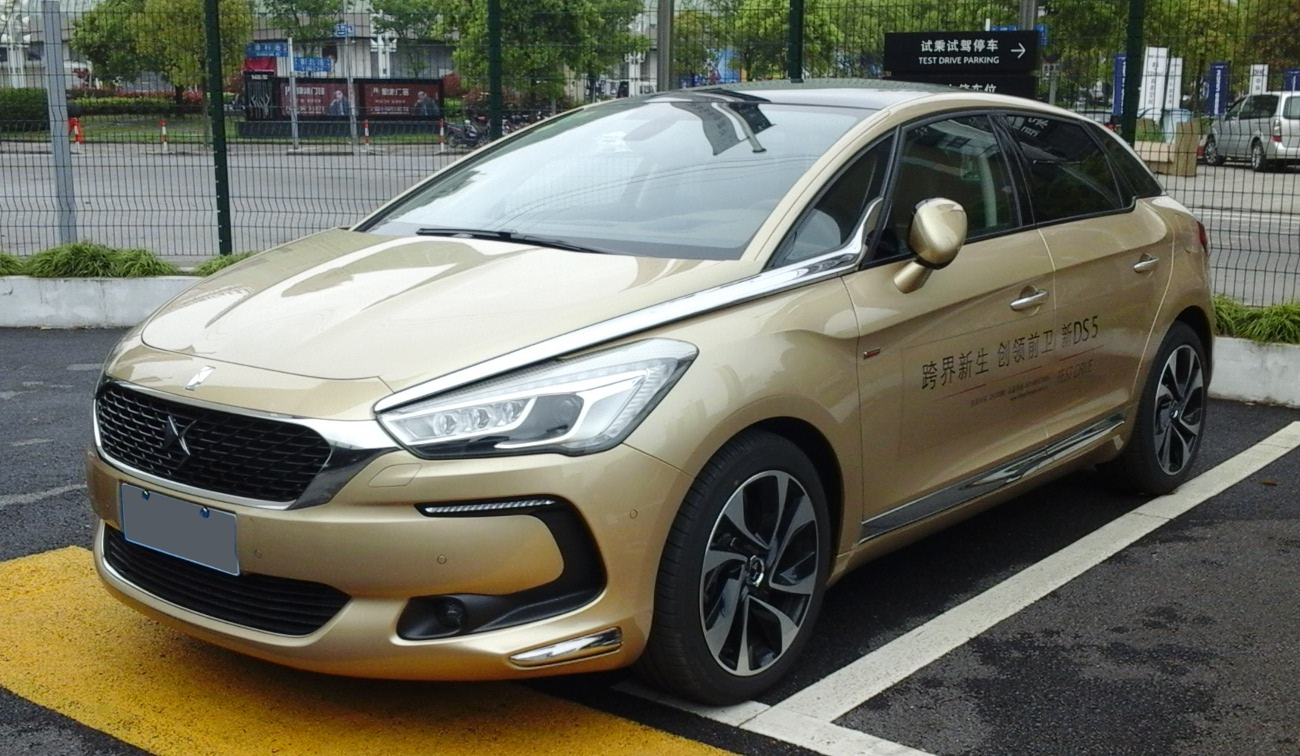
DS 5

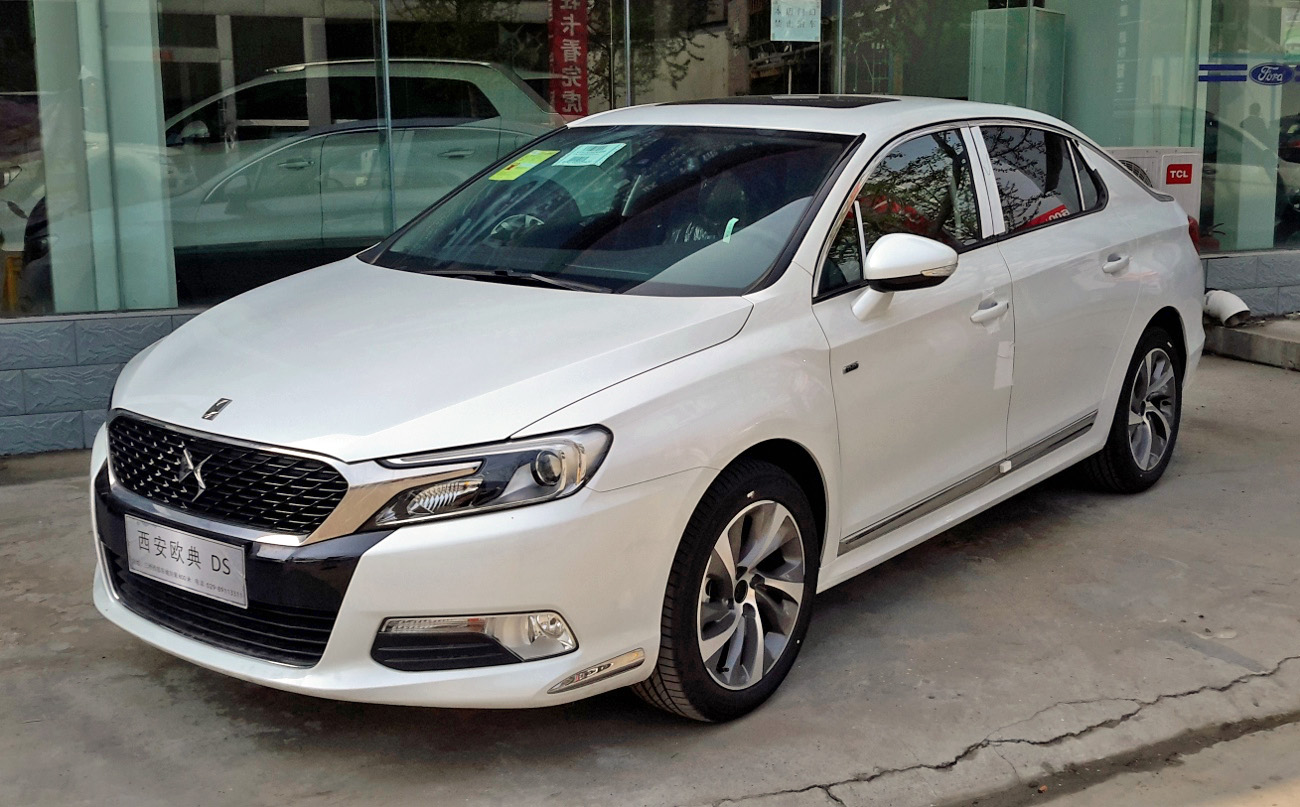
DS 5LS

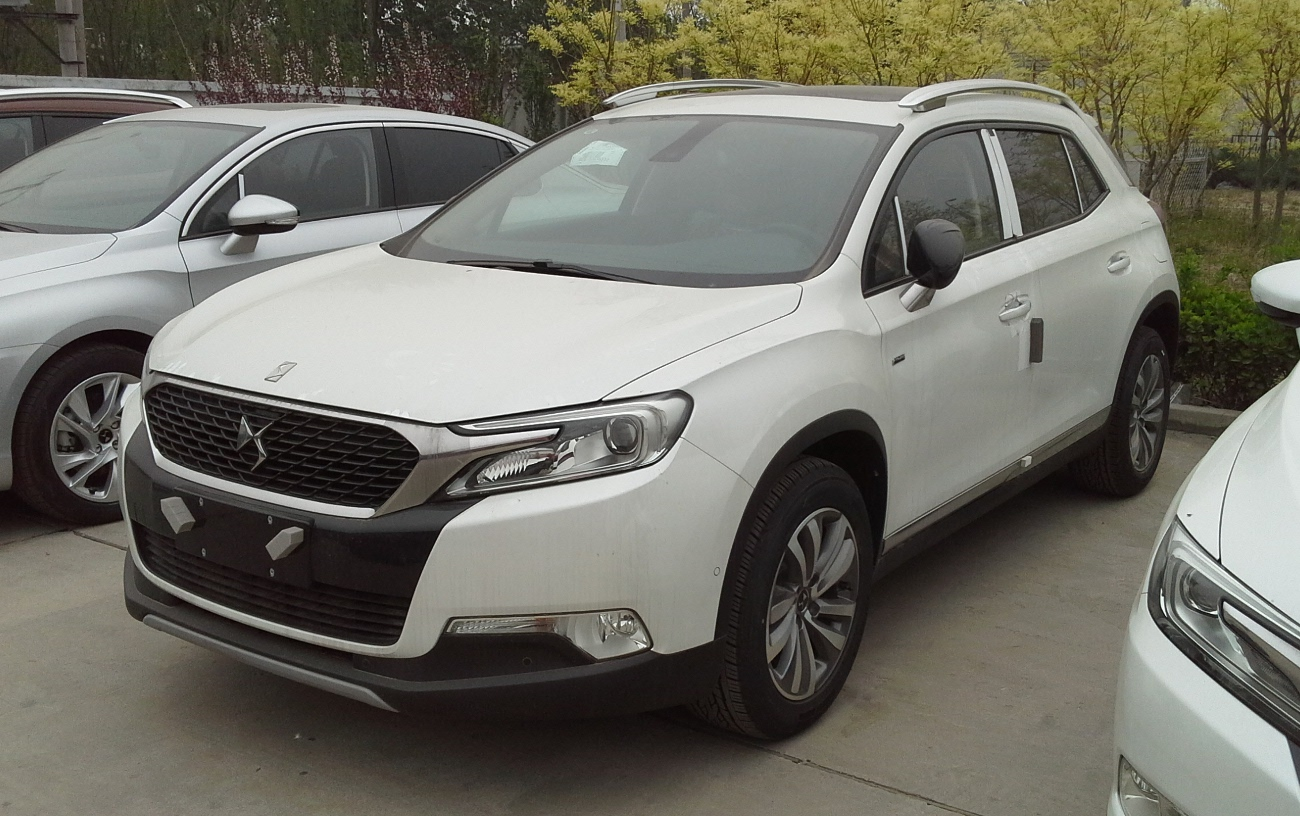
DS 6

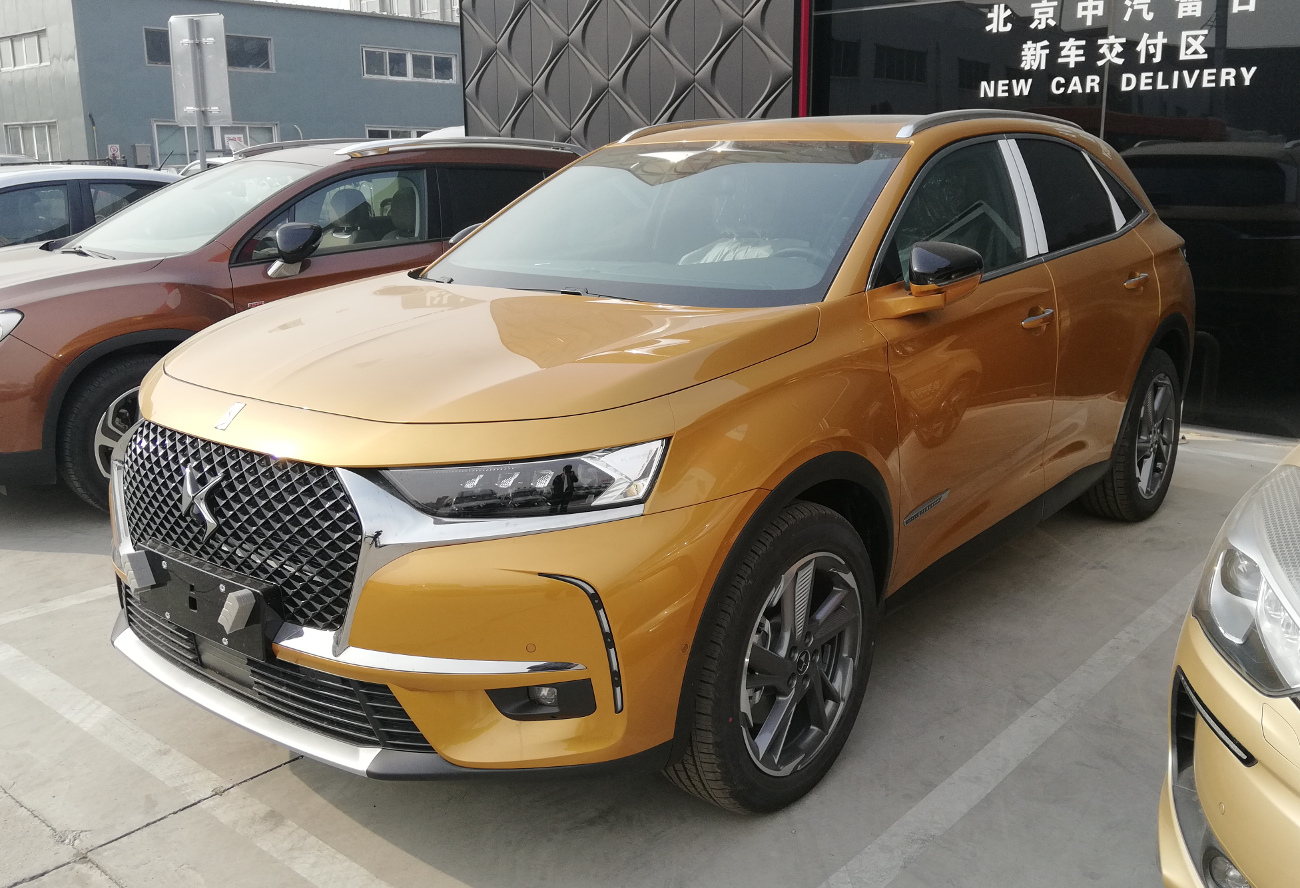
DS 7

Shenzhen Baoneng Motor, vorher Changan PSA Automobiles, ist ein Hersteller von Automobilen aus der Volksrepublik China.

## Unternehmensgeschichte
Changan PSA Automobiles wurde je nach Quelle Ende 2010 oder am 16. November 2011 gegründet. Das Unternehmen selber gibt die folgende Reihenfolge an: am 9. Juli 2010 wurde eine Absichtserklärung für das Joint Venture unterschrieben. Am 30. Dezember 2010 genehmigte die staatliche chinesische Verwaltung für Industrie und Handel vorab die Firmierung. Am 12. Juli 2011 erteilte die nationale chinesische Entwicklungs- und Reformkommission ihre Genehmigung. Am 15. November 2011 erteilte MOFCOM die Genehmigung. Am 16. November 2011 erteilte die staatliche chinesische Verwaltung für Industrie und Handel die Geschäftslizenz.
Der Sitz ist in Shenzhen. Beteiligt waren ursprünglich Chongqing Changan Automobile Company und die französische Groupe PSA. Changan hielt 50 %.
Laut einer Meldung vom November 2019 wurde die Produktion mangels Nachfrage gestoppt. Am 30. November 2019 wurde bekannt, dass die Baoneng Group aus Shenzhen ein potenzieller Käufer des PSA-Anteils sei. Ende 2019 gab Changan bekannt, dass sie ihre Anteile abgeben wollen. Am 3. Januar 2020 erschien ein Bericht, dass Baoneng die Anteile von Changan und von PSA übernommen hat. Deren Fahrzeugabteilung Baoneng Motor wurde bereits im März 2017 gegründet. Am 22. Mai 2020 wurde berichtet, dass das übernommene Unternehmen in Shenzhen Baoneng Motor umbenannt wurde und zu Baoneng Motor gehört. Weitere Quellen bestätigen die Umbenennung. Am 30. Mai 2020 wurde das Unternehmen eingeweiht. Die Produktion soll im vierten Quartal 2020 starten.
PSA hat außerdem mit Dongfeng Motor Corporation das Gemeinschaftsunternehmen Dongfeng Peugeot Citroën Automobile in China.

## Fahrzeuge
Das Unternehmen stellt seit 2013 Fahrzeuge her, die der französischen Marke DS Automobiles entsprechen. Genannt werden DS 4S (2016–2020), DS 5 (2013–2019), DS 5LS (2014–2020), DS 6 (2014–2020) und DS 7 (seit 2018). Einige Modelle sind spezielle China-Ausführungen, die nur in China hergestellt werden.
Laut einer Quelle werden oder wurden auch Fahrzeuge der Marke Citroën hergestellt, Peugeot dagegen nicht.

## Verkaufszahlen in China
Zwischen 2013 und 2022 sind in der Volksrepublik China insgesamt 78.134 Neuwagen der Marke DS verkauft worden. Mit 26.008 Einheiten war 2014 das erfolgreichste Jahr.
| Jahr                             |      |  | Stück  |        |
| 2013                             | 2013 |  | 1.271  | 1.271  |
| 2014                             | 2014 |  | 26.008 | 26.008 |
| 2015                             | 2015 |  | 21.451 | 21.451 |
| 2016                             | 2016 |  | 16.156 | 16.156 |
| 2017                             | 2017 |  | 5.847  | 5.847  |
| 2018                             | 2018 |  | 3.867  | 3.867  |
| 2019                             | 2019 |  | 1.254  | 1.254  |
| 2020                             | 2020 |  | 427    | 427    |
| 2021                             | 2021 |  | 1.853  | 1.853  |
| 2022                             | 2022 |  | 1.373  | 1.373  |
| Verkaufszahlen in China, Quelle: |      |  |        |        |